# Bullingdon Club

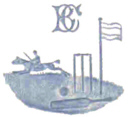
Simbolo del Bullingdon Club

Il Bullingdon Club è un club privato maschile riservato a un gruppo ristretto di studenti universitari dell'Università di Oxford, che non è ufficialmente riconosciuto da tale istituzione, fondato nel 1780. È noto per i suoi membri ricchi e facoltosi, le grandi cene e per i comportamenti distruttivi, come il vandalismo dei ristoranti e delle stanze degli studenti. Molti locali e ristoranti si rifiutano di ospitare cene ed eventi di questo club.

## Storia
Il Bullingdon era in origine un club sportivo, dedicato al cricket e all'ippica, sebbene le cene e i pranzi del club diventassero gradualmente la sua  principale attività. L'iscrizione è costosa e i membri del club adottano uniformi su misura. Il club ha suscitato molte polemiche, dal momento che alcuni membri sono entrati a far parte dell'establishment politico britannico. Tra questi figurano gli ex primi ministri Boris Johnson e David Cameron, l'ex cancelliere dello scacchiere George Osborne e Nick Hurd, attuale ministro di stato per le forze dell'ordine e i servizi antincendio.
Il Bullingdon club è presente in molte fiction e film, a volte con il suo vero nome e talvolta sotto un altro nome fittizio, come ad esempio nel film del 2014 chiamato The Riot Club, liberamente ispirato e dedicato alle attività svolte in questo club.